# Vụ đánh bom tự sát Sana'a 2015
Vụ đánh bom tự sát Sana'a 2015 là bốn vụ tấn công tự sát diễn ra vào ngày 20 tháng 3 năm 2015 tại Sana'a, Yemen. Nhà thờ hồi giáo al-Badr và al-Hashoosh là hai địa điểm bị tấn công khi các tín đồ đang cầu nguyện vào buổi trưa. Các vụ nổ đã làm 142 người thiệt mạng và hơn 351 người bị thương. Đây là cuộc tấn công khủng bố chết chóc nhất trong lịch sử Yemen. Một kẻ đánh bom đã cho nổ tung bên ngoài nhà thờ al-Badr trước khi bị bắt bởi dân quân. Vụ nổ thứ hai được kích hoạt bởi một kẻ bỏ chạy bên trong nhà thờ Hồi giáo. Hai vụ ném bom khác diễn ra tại nhà thờ Al-Hashahush.
Các nhà thờ hồi giáo bị tấn công có liên quan đến phiến quân Houthis, một nhóm người của giáo phái Zaidiyyah thuộc hồi giáo Shia. Phiến quân Houthis đã lật đổ chính phủ Yemen vào năm 2015, sau khi họ nắm quyền kiểm soát của Sana'a vào năm trước đó.
Nhà nước Hồi giáo Iraq và Levant (ISIL) đã nhận trách nhiệm về vụ tấn công. Tuy nhiên, Bruce Riedel của Viện Brookings, lại tin rằng nhiều khả năng có liên quan đến al-Qaeda ở bán đảo Ả Rập (AQAP). AQAP đã phủ nhận điều này, với lý do trích dẫn từ Ayman al-Zawahiri sẽ không tấn công các nhà thờ hay chợ.
Bộ Ngoại giao Hoa Kỳ kêu gọi dừng ngay các hành động quân sự, để giải quyết bằng các biện pháp ngoại giao. Tổng thư ký Ban Ki-moon yêu cầu các bên liên quan "kiềm chế tối đa và ngay lập tức phải dừng ngay các hành động thù địch."